# Евродолар
Вижте Долар за други парични единици, наречени долар.
Евродолар е термин от сферата на международните финанси.
Под евродолари се разбира съвкупността от парични средства, деноминирани в долари на САЩ и държани в банки, намиращи се извън територията на Съединените американски щати (главно в банки в Европа), тоест извън юрисдикцията на Федералния резерв, натоварен с издаването на националната валута на САЩ и контрола върху нея. Първоначално терминът се употребява само за щатските долари в европейски банки, но по-късно обхватът му е разширен до всички банки извън САЩ.
Банките в САЩ са задължени в да имат своя сметка във Федералния резерв, а той ги финансира неограничено, което е важна гаранция за тяхната платежоспособност. Така вложенията в евродолари са по-рискови от „американските“ долари (т.е. в САЩ) и съответно водят до по-висок лихвен процент.
Банковите сметки в долари позволяват на банките, в които са открити тези сметки, да използват доларовите пари за операции на международния пазар на заемни средства, тъй като щатският долар се ползва практически като световна валута.
Разширително по аналогия представката „евро-“ се ползва и за парични средства, деноминирани в други валути, но намиращи се на територия извън контрола на финансовите органи (обикновено централни банки), издаващи и контролиращи тези валути – например евройени и дори евроевро.